# Eucalyptus phaenophylla
Espèce
Eucalyptus phaenophylla (en anglais common southern mallee) est une espèce de plantes à fleurs de la famille des Myrtaceae. C'est un mallee endémique d'Australie-Occidentale. Il a une écorce lisse, des feuilles adultes linéaires à étroites en forme de lance ou elliptiques étroites, des boutons floraux groupés jusqu'à treize, des fleurs de couleur citron pâle et des fruits en forme de tonnelet, cylindriques ou coniques.

## Description
Eucalyptus phaenophylla est un mallee, généralement de 1 à 6 m, qui forme un lignotuber. Son écorce lisse, grise à brunâtre, se détache en rubans et s'accumule parfois près de la base. Ses feuilles adultes sont linéaires à étroites en forme de lance, ou elliptiques étroites, de la même nuance de vert brillant des deux côtés, longues de 45 à 80 mm et larges de 7 à 16 mm, se rétrécissant en un pétiole de 5 à 12 mm de long.

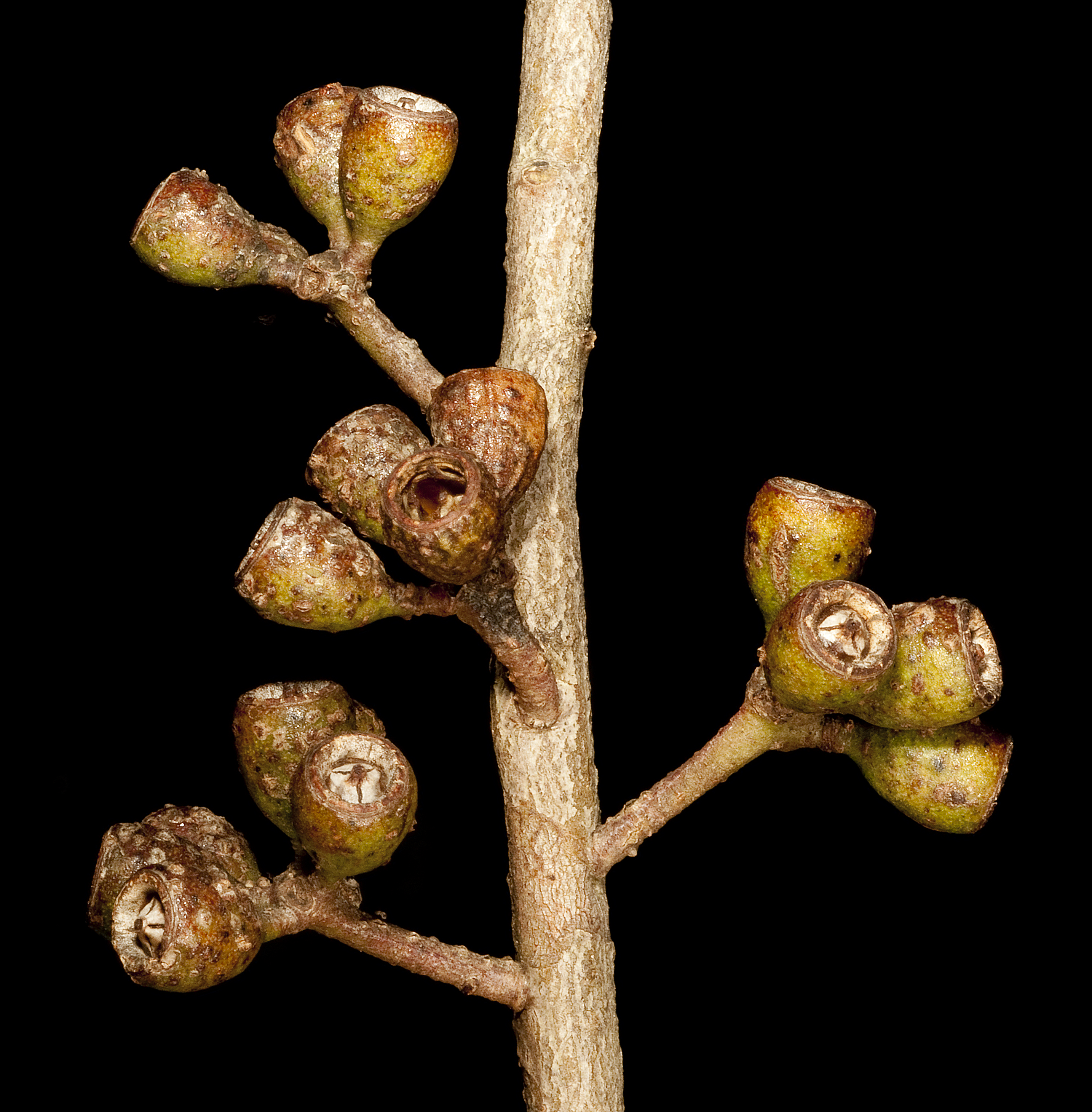
Fruits.

Ses boutons floraux sont disposés à l'aisselle des feuilles en groupes de 13 au maximum, sur un pédoncule non ramifié de 6 à 18 mm ; les boutons individuels sont portés par des pédicelles de 2 à 5 mm de long. Les boutons matures sont fusiformes, longs de 13 à 19 mm et larges de 3 ou 4 mm, avec un opercule en forme de corne, plus étroit et deux fois plus long que la coupe florale. La floraison a lieu de janvier à mars ou de septembre à novembre ; les fleurs sont jaune citron pâle. Le fruit est une capsule ligneuse, en forme de tonneau, cylindrique ou conique de 5 à 9 mm de long et 5 à 7 mm de large, avec les valves au niveau de l'extrémité,,.

## Taxonomie
Eucalyptus phaenophylla a été formellement décrit pour la première fois en 1991 par Ian Brooker et Stephen Hopper dans le journal Nuytsia, à partir de matériel collecté par Brooker  près de la route entre Nyabing (en) et Pingrup (en) en 1988,. Son épithète spécifique (phaenophylla) vient du grec ancien signifiant « brillant » et « feuillu ».
Dans le même article, Brooker et Hopper ont décrit deux sous-espèces dont les noms ont été acceptés par l'Australian Plant Census (en) :
- Eucalyptus phaenophylla subsp. interjacens Brooker & Hopper[7] qui a un port moins régulier, des boutons floraux plus gros que la sous-espèce phaenophylla et un opercule à peu près de la même largeur que la calotte florale à leur jointure[4] ;
- Eucalyptus phaenophylla Brooker & Hopper subsp. phaenophylla[8].

## Distribution et habitat
Eucalyptus phaenophylla vit dans des plaines de sable légèrement ondulées, des dépressions et des crêtes entre Wickepin (en) et la chaîne de Ravensthorpe (en), où elle pousse dans des communautés de mallee (en) riches en espèces,.

## Statut de conservation
Cet eucalyptus est classé comme « non menacé » en Australie-Occidentale par le Département des parcs et de la faune (en) du gouvernement de l'État.